# Devilment
Devilment est un groupe britannique de heavy metal, originaire de Suffolk, en Angleterre. Le style musical du groupe se situe à l'intersection du metal gothique, du groove metal et du metal symphonique. Le groupe entre en pause à durée indéterminée en 2019.

## Histoire
Le groupe est formé à la fin 2011 par le guitariste Daniel « Danny » Finch. La formation est complétée par le batteur Simon Dawson, le bassiste Justin Walker et le claviériste Kieron De-Courci. À ses débuts, le groupe peine à trouver un chanteur adéquat. En 2012, le chanteur Dani Filth, connu pour ses performances au sein du sextet Cradle of Filth, rejoint le groupe. Avec le musicien, le groupe a commencé à travailler sur son premier album studio. À l'été 2014, le groupe signe un contrat d'édition avec le label Nuclear Blast. Le premier album de Devilment, intitulé The Great and Secret Show, est publié le 3 novembre de la même année, se vend à 880 exemplaires à ses débuts, et atteint la 22e place du Billboard Heatseekers. Peu de temps après, à la suite de désaccords, Finch quitte le groupe.
Le groupe sort son deuxième album The Mephisto Waltzes en novembre 2016 via Nuclear Blast. L'album voit le groupe prendre une vibration dark wave plus mûre, s'éloignant du heavy groove du premier album tout en conservant la véritable essence du son Devilment. C'est aussi le premier album où l'on retrouve le nouveau batteur Matt Alston, qui a remplacé Aaron Boast les années précédentes. La sortie est suivie par une tournée au Royaume-Uni en décembre 2016, jusqu'en août 2017, avec un passage au Bloodstock Festival. En novembre 2017, Caroline « Caz » Campbell (ex-Cradle of Filth), est annoncée au chant et aux claviers pour les concerts du groupe en décembre 2017. Le guitariste principal Colin Parks déclare qu'il travaillait sur un troisième album.
En 2019, le groupe est mis en pause à durée indéterminée, Dani Filth expliquant que les membres sont trop occupé avec le groupe Cradle of Filth.

## Discographie
- 2014 : The Great and Secret Show (Nuclear Blast)
- 2016 : Devilment II: The Mephisto Waltzes (Nuclear Blast)